# Конгревне тиснення
Конгревне тиснення — тиснення, при якому утворюється рельєфне (випукле) зображення малюнка. Зображення отримують шляхом використання штампа та контрштампа, між якими розміщують матеріал, на якому відбудеться тиснення. Зображення підіймається над поверхнею матеріалу, його елементи перебувають у різних площинах, тому його називають багатоярусним чи об'ємним.
Конгревне тиснення може виконуватись у двох режимах:
- рельєфне тиснення без фольги холодним штампом;
- одночасне рельєфне тиснення нагрітим штампом з фольгою.

Конгревне тиснення тонких етикеткових паперів здійснюється в два етапи:
- тиснення фольгою площинним штампом;
- рельєфне тиснення холодним штампом без фольги.